# いすゞ・6UZ1エンジン
いすゞ・6UZ1エンジンは、いすゞ自動車が製造するディーゼルエンジンである。

## 概要
2005年に登場。いすゞの大型トラック「ギガ」に搭載される。当エンジン搭載車は型式に77が付く（例：LKG-CYJ77A）。
6SD1をベースに4バルブ化と、高過給化への対応を図ったもので、内径120mm×行程145mmの直列6気筒、排気量9,839cc、OHCといった点は共通している。インタークーラーターボ付き。燃料噴射システムは当初よりコモンレール式を採用。
2010年に電子制御式無段階可変容量型ターボの採用（従来は8段階切り替えタイプ）、コモンレール噴射圧の増大、燃焼室形状変更、低圧縮比化（17.5→16.2）などのマイナーチェンジが施された。
また同年に6UZ1-TCHを追加、単車は消防車を除き6WG1エンジンを全て置き換えた。

## ラインアップ
| 型式     | 型式     | 最高出力（ネット値） [kW(PS)/rpm] | 最大トルク（ネット値） [N・m(kgf・m)/rpm] |
| -------- | -------- | --------------------------------- | ----------------------------------------- |
| 6UZ1-TCN | -2010年  | 243(330)/2000                     | 1422(145)/1400                            |
| 6UZ1-TCN | 2010-    | 243(330)/1800                     | 1422(145)/1000-1500                       |
| 6UZ1-TCS | -2010年  | 279(380)/2000                     | 1765(180)/1400                            |
| 6UZ1-TCS | 2010-    | 279(380)/1800                     | 1765(180)/1200                            |
| 6UZ1-TCH | 6UZ1-TCH | 294(400)/1800                     | 1765(180)/1200                            |